# Sigvaldi Guðjónsson
Sigvaldi Björn Guðjónsson (ur. 4 lipca 1994 w Reykjavíku) – islandzki piłkarz ręczny, prawoskrzydłowy, od 2020 zawodnik polskiego klubu Vive Kielce.

## Kariera sportowa
Urodził się w Islandii, a wieku 10 lat zamieszkał w Danii. Jako junior występował w Skovbakken Håndbold i Århus Håndbold, z którym w sezonie 2011/2012 zdobył mistrzostwo Danii U-18. W sezonie 2013/2014 był zawodnikiem Vejle Håndbold, a w sezonie 2014/2015 grał w Bjerringbro-Silkeborg. W latach 2015–2018 był ponownie zawodnikiem Århus Håndbold, w którego barwach rozegrał w ciągu trzech sezonów w duńskiej ekstraklasie 90 meczów i zdobył 208 goli.
W 2018 przeszedł do norweskiego Elverum Håndball, z którym podpisał dwuletni kontrakt. W sezonie 2018/2019, w którym rozegrał w lidze 29 meczów i rzucił 137 bramek, zdobył ze swoim zespołem mistrzostwo Norwegii. Ponadto w sezonie 2018/2019 wystąpił w 10 spotkaniach Ligi Mistrzów, w których zdobył 50 goli.
W lipcu 2020 zostanie zawodnikiem Vive Kielce, z którym podpisał roczny kontrakt, co ogłoszono w listopadzie 2019.
W 2019 wraz z reprezentacją Islandii uczestniczył w mistrzostwach świata w Niemczech i Danii, w których rozegrał osiem meczów i zdobył 15 goli.

## Sukcesy
Elverum Håndball
- Mistrzostwo Norwegii: 2018/2019

## Statystyki
| Klub                            | Sezon     | Liga           | Liga | Liga | Liga |    | Liga Mistrzów | Liga Mistrzów | Liga Mistrzów |     | Razem | Razem | Razem |
| Klub                            | Sezon     | Liga           | M    | B    | Śr.  | M  | B             | Śr.           | M             | B   | Śr.   |       |       |
| ------------------------------- | --------- | -------------- | ---- | ---- | ---- | -- | ------------- | ------------- | ------------- | --- | ----- | ----- | ----- |
| Århus Håndbold                  | 2015/2016 | Håndboldligaen | 32   | 77   | 2,4  | –  | –             | –             | 32            | 77  | 2,4   |       |       |
| Århus Håndbold                  | 2016/2017 | Håndboldligaen | 26   | 66   | 2,5  | –  | –             | –             | 26            | 66  | 2,5   |       |       |
| Århus Håndbold                  | 2017/2018 | Håndboldligaen | 32   | 65   | 2    | –  | –             | –             | 32            | 65  | 2     |       |       |
| Århus Håndbold                  | Razem     | Razem          | 90   | 208  | 2,3  | –  | –             | –             | 90            | 208 | 2,3   |       |       |
| Elverum Håndball                | 2018/2019 | Eliteserien    | 29   | 137  | 4,7  | 10 | 50            | 5             | 39            | 187 | 4,8   |       |       |
| Stan na koniec sezonu 2018/2019 |           |                |      |      |      |    |               |               |               |     |       |       |       |